# Підвіска (прикраса)

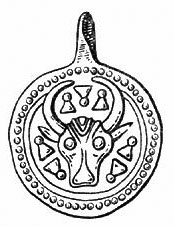
Рисунок підвіски, знайденої у кургані радимичів ХІ-ХІІ ст.

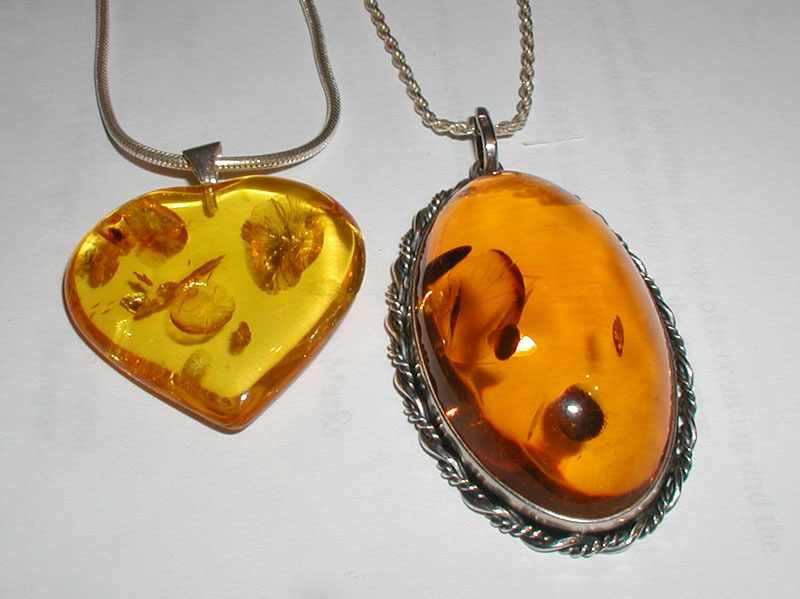
Сучасна ювелірна прикраса

Підві́сок, підвіска — прикраса, що підвішувалася на ланцюжку, чи мотузці. Найчастіше носилася на шиї, але деколи і на поясі, головному уборі, чи одязі. У різні історичні періоди функції підвіска були різними — від магічних, тоді вони виконували функцію амулета (напр. лунниця), до винятково естетичних, наприклад, кулони. Підвісок, що привішувався до ікон, вотуми, відігравали роль релігійних пожертв.